# Pano Lefkara
Pano Lefkara (gr. Πάνω Λεύκαρα) – miasto w Republice Cypryjskiej, w dystrykcie Larnaka. W 2011 roku liczyło 762 mieszkańców. Leży na południowo-wschodnim zboczu gór Trodos.
Miasto znane jest z tradycji koronkarskich, które w 2009 roku zostały wpisane na listę niematerialnego dziedzictwa UNESCO.
Nazwa wioski Lefkara pochodzi od koloru otaczających ją białych wapiennych skał.

## Kościół
Kościół Świętego Krzyża pochodzi z XIV wieku. Potwierdza to manuskrypt Ewangelii z XIV wieku przechowywany w kościele. W 1740 roku kościół został odrestaurowany i umieszczono w nim rzeźbiony w drewnie ikonostas wykonany przez rzeźbiarza Hadjikyriacosa. Jest w nim przechowywany drewniany krzyż, którego wezwanie nosi kościół. Zgodnie z tradycją w jego częściowej części znajduje się fragment relikwii krzyża. Sam krzyż jest pokryty cienką warstwą srebra.
Na ikonostasie przedstawiono czternaście obrazów z życia Jezusa, aniołów, Konstantyna i Helenę. W centrum znajduje się scena ukrzyżowania, a na dwóch bocznych drzwiach umieszczono Theotokos (Matka Boga) i Ioannis (Jan).

## Muzeum
Muzeum sztuki ludowej zostało otwarte w sierpniu 1988 roku w domu jednego z najbogatszych mieszkańców Patsalosa. Budynek został przejęty przez Departament Starożytności w 1983 roku. W muzeum prezentowane są lokalne sprzęty, ubiory i tradycyjne hafty.

## Lokalizacja
Miejscowość jest położona na południowo-wschodnich zboczach gór Trodos, 650 m n.p.m., 45 km od Nikozji, 30 km od lotniska w Larnace i 12 km od autostrady Nikozja - Limassol.

## Współpraca
Miejscowość partnerska:
- Bièvre, Belgia